# Янг, Майкл (экономист)
Майкл Янг, барон Янг Дартингтонский (англ. Michael Dunlop Young, Baron Young of Dartington; 09.08.1915, Манчестер — 14.01.2002, Лондон) — британский социолог, общественный деятель и политик.
Член Палаты лордов (1978—2002). Почётный член Британской академии (1995).
Пэрство с 20.03.1978 (барон).

## Биография
Окончил Лондонскую школу экономики (бакалавра (BSc), 1938). Там же получил в 1963 году степень магистра (MA) и после — доктора наук (Ph.D.).
В 1933—1935 годах работал в солиситорской фирме.
В 1939 году начал практику барристера.
В 1941—1945 годах директор политического и экономического планирования Лейбористской партии, а в 1945—1951 годах секретарь её исследовательского департамента.
Основатель и первый директор в 1953—2001 годах Института общественных исследований (Лондон).
В 1961—1966 годах сотрудник Кембриджа, в 1961—1963 годах лектор социологии. В 1989—1992 годах президент Биркбека (Лондонский университет).
Был трижды женат, пятеро детей.  Один из них — писатель и журналист Тоби Янг.
Умер в возрасте 86 лет после продолжительной болезни.

## Награды
Почётный доктор словесности (D.Litt.) Университетов Шеффилда (1965) и Аделаиды (1974), Кила (1991). Почётный доктор права Эксетерского университета (1982).
В 1992 году получил Медаль Альберта.

## Переводы на русский язык
- Янг М. Возвышение меритократии. // Утопия и утопическое мышление. — М.: Прогресс, 1991. С. 317—346.